# Dipsas oligozonatus
Dipsas oligozonatus är en ormart som beskrevs av Orcés och Almendáriz 1989. Dipsas oligozonatus ingår i släktet Dipsas och familjen snokar. Inga underarter finns listade i Catalogue of Life.
Artens utbredningsområde är Ecuador. Den lever i bergstrakter högre än 1400 meter över havet. Individerna vistas i buskskogar och i andra torra områden med glest fördelad växtlighet. De har främst sniglar som föda. Dipsas oligozonatus rör sig på marken. Honor lägger ägg.
Landskapets omvandling till jordbruksmark hotar beståndet. Denna orm är sällsynt. IUCN listar arten som sårbar (VU).